# Rai dels cims
El rai dels cims és el nom d'expedicions científiques sobre la biodiversitat del bosc. Dirigit per Dany Cleyet-Marrel (pilot), Francis Hallé (botànic), Gilles Ebersolt (arquitecte), Patrick Blanc i Olivier Pascal (col·laboradors científics) en particular, a partir de 1986, van intentar explorar el cobricel arbori dels boscos tropicals.
Antoine de Maximy va fer un documental sobre diverses d'aquestes expedicions.

## Descripció
El principi és d'observar les arbredes del bosc primari des de dalt, utilitzant una plataforma lleugera de 300 o 600 m². Aquesta estructura, de forma hexagonal, es diposita a la part superior dels arbres amb l'ajut d'un dirigible. Aquest "rai" serveix tant de laboratori com de lloc de vida per als científics. Consisteix en un conjunt de pontons connectats per una xarxa.
L'interès és que la gran majoria de les formes de vida vegetal i animal es troben a la part superior, al cobricel arbori, i que no es pot observar des del sòl. Aquestes expedicions han permès descriure moltes espècies fins ara desconegudes i prendre consciència de la importància del cobricel arbori en la biodiversitat. Un dels descobriments d'aquestes expedicions va ser que les diferents branques principals d'un gran arbre no necessàriament tenen el mateix genoma.
Per estudiar el cobricel arbori, es va desenvolupar un equip addicional a partir del rai dels cims:
- l'Ikos, una estructura habitable poligonal (icosàedre) fitxat a la part superior d'un arbre,
- l'Estel dels cims, una espècie de carpa envoltada de xarxes, portada per globus i assegurat a la part superior d'un arbre,
- la Bombolla dels cims, un globus inflat amb heli que permet a un científic caminar al llarg d'un cable a les copes dels arbres.

## Expedicions
- Guaiana Francesa – Crique Couleuvre 1986, operació de caràcter essencialment tècnic.[4]
- Guyane – Petit Saut 1989, 1a operació de caràcter científic.[4]
- Camerun – Camp Akok 1991, 2a operació de caràcter científic.[4]
- Guaiana Francesa – Paracou 1996,[5] 3a operació de caràcter científic.[4]
- Gabon – La Makandé 1999,[5] 4a operació de caràcter científic.[4]
- Madagascar – Masoala 2001[5]
- Panamà – San Lorenzo 2003[5]
- Panamà – Barro Colorado 2004[5]